# 5e bataillon de parachutistes vietnamiens
Pour les articles homonymes, voir 5e bataillon.
Le 5e bataillon de parachutistes vietnamiens  (ou 5e BPVN ou encore 5e Bawouan) est une unité parachutiste de l'armée nationale vietnamienne constituée le 1er septembre 1953 à Hanoi en Indochine.

## Création et différentes dénominations
Il est formé le 1er septembre 1953 à partir du transfert du PC et des 3e et 23e compagnies indochinoises parachutistes du 3e bataillon de parachutistes coloniaux dissous la veille et rapatrié en métropole.
C'est l'un des cinq bataillons de parachutistes vietnamiens créés entre 1951 et 1954 (avec les 1er, 3e, 6e et 7e BPVN), à la suite de la politique de Lattre de Tassigny visant à la création d'une armée vietnamienne.
Son effectif était de l'ordre de 1 080 hommes, essentiellement asiatiques, mais avec de nombreux cadres métropolitains.

## Chefs de corps
- Capitaine Jacques Bouvery : 1er septembre 1953 - 14 ou 15 décembre 1953
- Capitaine puis Commandant André Botella : 20 décembre 1953 - mai 1954
- Capitaine Tholy : juin 1954 - juillet 1954
- Capitaine Lesaux : juillet 1954

## Historique des garnisons, campagnes et batailles
- Opération Brochet, en septembre - octobre 1953.
- Opération Castor, en novembre 1953.
- Bataille de Diên Biên Phu : il est largué le 14 mars 1954.

## Sources et bibliographie
- Collectif, Histoire des parachutistes français, Société de Production Littéraire, 1975.
- Pierre Dufour, Para au 3, Éditions du Fer à Marquer, 1989
- Philippe de MALEISSYE, La vallée perdue, Indo-Editions, 2013.